# Gemeine Binsenjungfer
Die Gemeine Binsenjungfer (Lestes sponsa) ist eine Art aus der Familie der Teichjungfern (Lestidae). Wegen ihrer ökologischen Anpassungsfähigkeit – unter anderem einer geringeren Bindung an ephemere (zeitweilig austrocknende) Gewässer – ist diese Kleinlibelle verbreiteter und kommt stetiger vor als andere Binsenjungfern. Nur die Weidenjungfer (Lestes bzw. Chalcolestes viridis) gilt als noch häufigere Art der Familie Lestidae. Der wissenschaftliche Artname sponsa steht für „Braut, Verlobte“ und bezieht sich darauf, dass die Eiablage in der Regel vom Weibchen und Männchen gemeinsam – als Tandem – durchgeführt wird.

## Merkmale

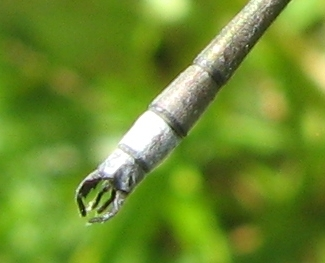
Cerci beim Männchen

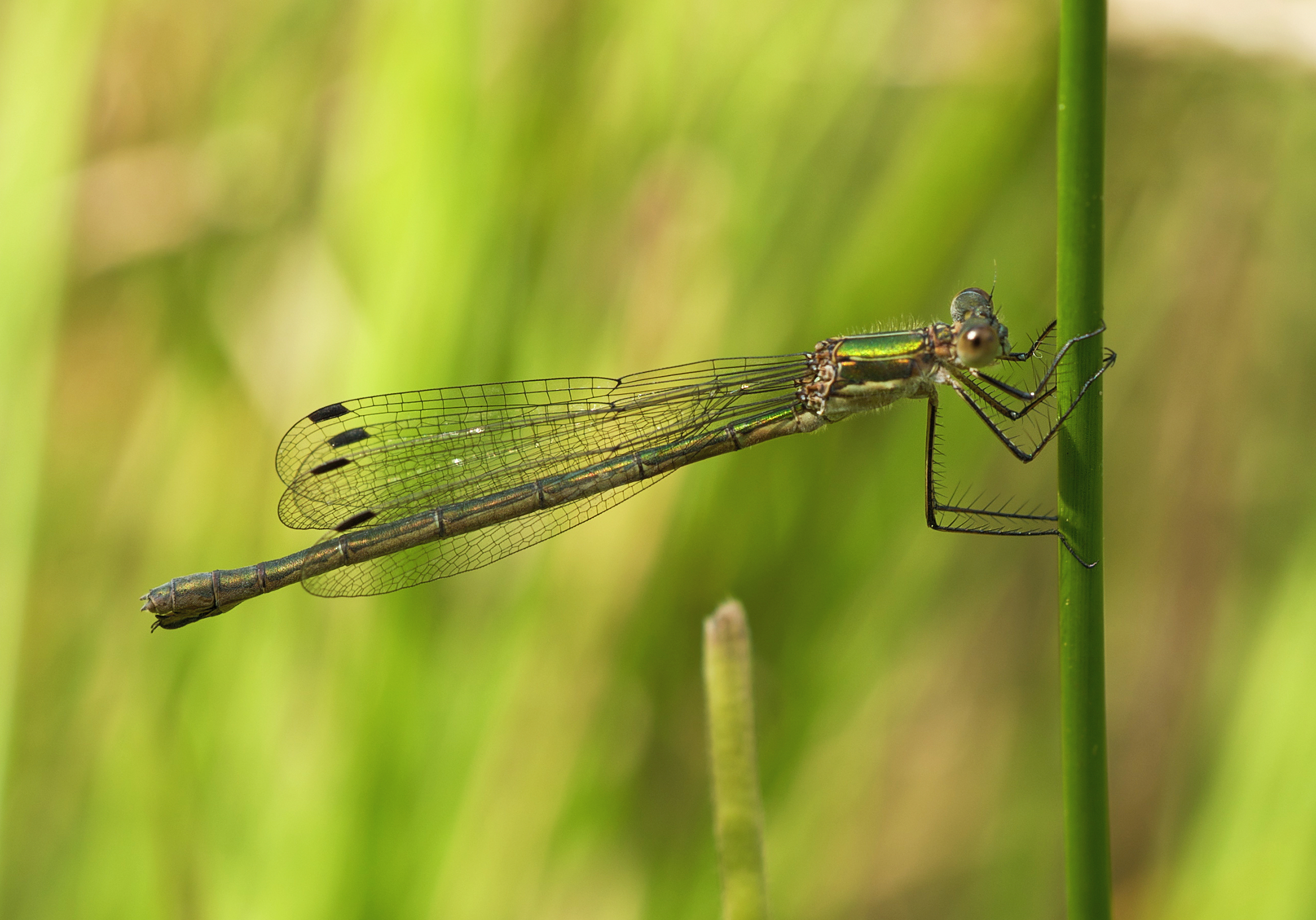
Weibchen; hier mit angelegten Flügeln (dies geschieht vor allem bei Wind)

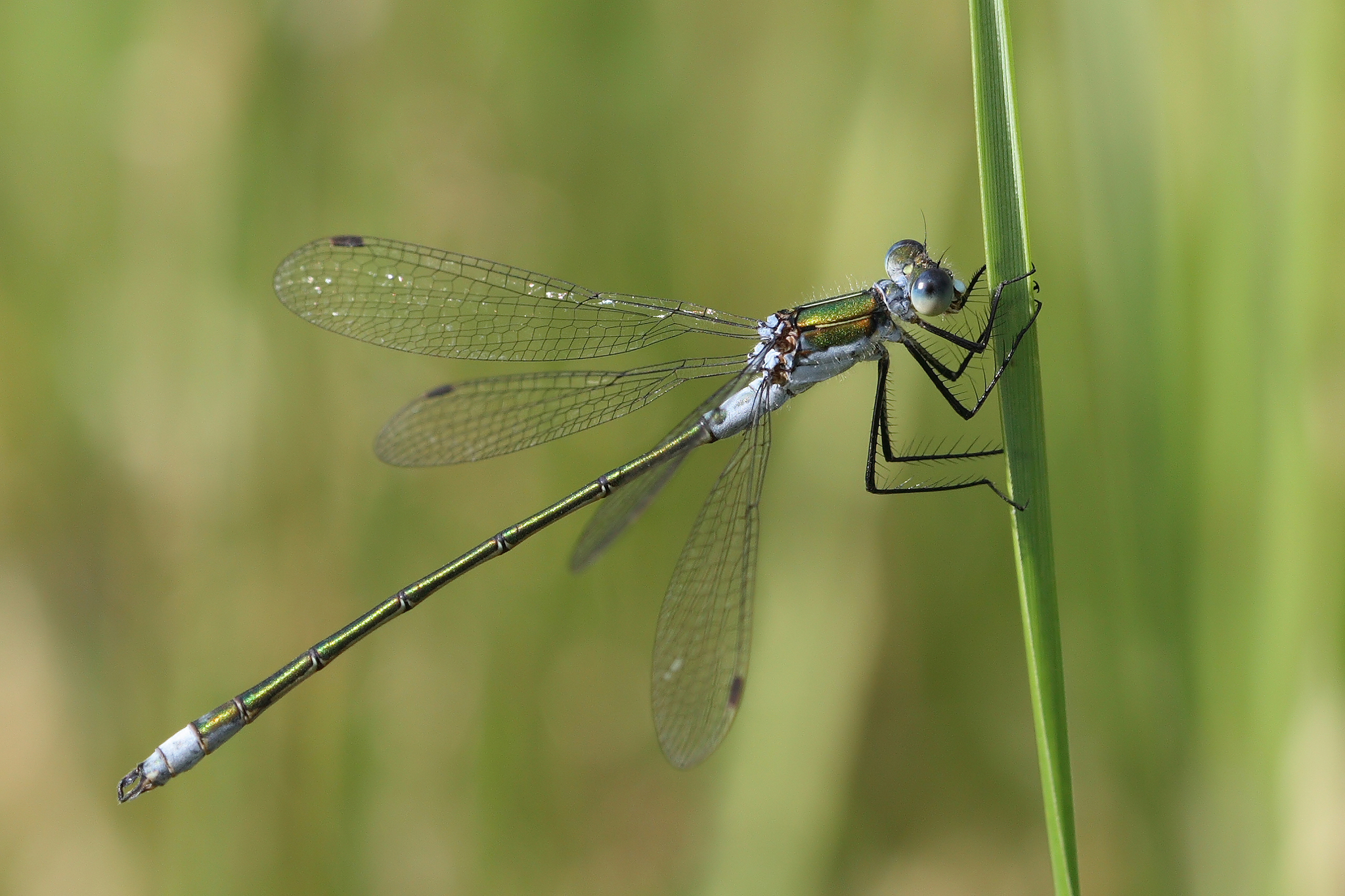
Männchen mit der für Binsenjungfern allgemein typischeren Flügelhaltung

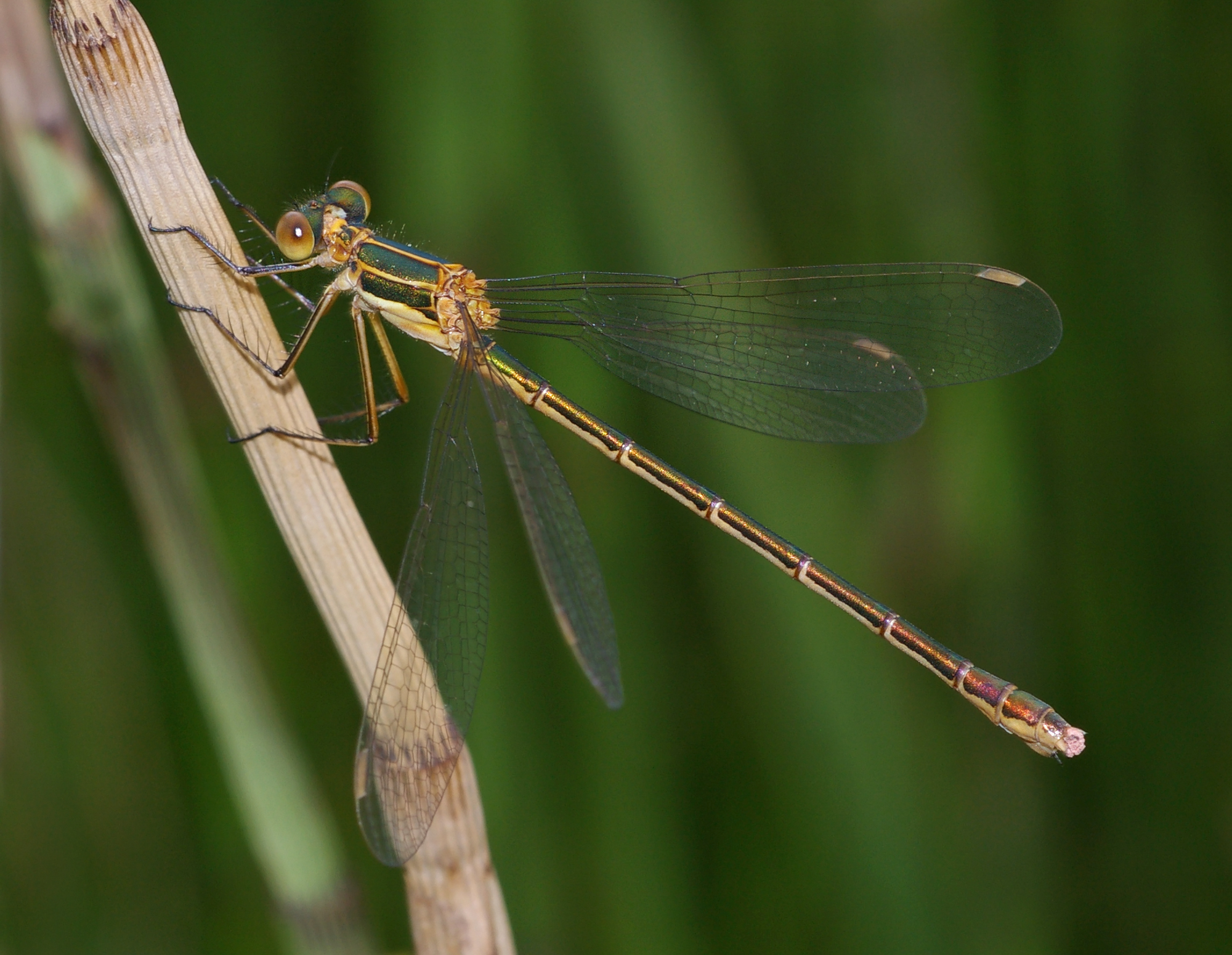
Weibchen

Lestes sponsa wird 35 bis 39 Millimeter lang. Die Flügelspannweite beträgt circa 4 bis 4,5 Zentimeter. Männchen weisen einen dunkel-metallischen Grünton auf, während Weibchen eher kupfern erscheinen. Bei ausgefärbten Männchen sind Teile des unteren Thorax, die beiden ersten Hinterleibssegmente sowie das Abdomenende hellblau bereift. Die Gemeine Binsenjungfer kann leicht mit der etwas selteneren Glänzenden Binsenjungfer (Lestes dryas) verwechselt werden. Die Männchen unterscheiden sich aber durch gerade verlaufende untere (innere) Hinterleibsanhänge und ein komplett blau bereiftes zweites Abdominalsegment. Bei beiden Arten sind die Flügelmale ausgereifter Tiere schwarz gefärbt. Die Hinterseite des Kopfes ist einheitlich dunkel. Bei den Weibchen ragt der Ovipositor (Legeapparat) hinten nicht über das 10. Abdominalsegment hinaus. In Ruhehaltung werden die Flügel aller Teichjungfern typischerweise nicht angelegt.

## Vorkommen und Lebensweise
Das Areal dieser als eurosibirisches Faunenelement geltenden Spezies reicht von Nordspanien und Westeuropa bis nach Nordasien. In Finnland dringt sie bis zum Polarkreis vor. Im Westen und insbesondere im Süden Europas ist sie recht selten, in Mittel- und Nordeuropa dagegen häufig. Bevorzugte Lebensräume sind fischlose, verkrautete, besonnte Tümpel, Teiche, Gräben und Moore. Zeitweiliges Trockenfallen von Teichen können die Eier der Gemeinen Binsenjungfer unbeschadet überstehen. Die Flugzeit beginnt im Mai und endet im Oktober, im August erreicht sie ihren Höhepunkt. Die Tiere sind sehr gesellig; oft tritt die Art auch syntop mit der Glänzenden Binsenjungfer auf. Eine Population kann aus mehreren hundert Individuen bestehen. Die Libellen jagen in Ufernähe kleine Insekten; in der aquatilen Larvenzeit stehen kleine Krebse und Insekten auf dem Speiseplan. Die Larven gelten als sehr gefräßig und können bei hoher Bestandsdichte das Vorkommen anderer Kleinlibellen unterdrücken.

## Fortpflanzung
Die Kopulation findet libellentypisch statt, indem Männchen und Weibchen sich aneinanderklammern und ein Paarungsrad bilden. Die Partner bleiben auch während der Eiablage zusammen. Das Weibchen ritzt mit seinem Legestachel einen Stängel oder ein Blatt einer Wasserpflanze an. Die Eier werden zu je zwei bis dreien in die Pflanze eingestochen. Die Ablage beginnt über Wasser, dann tauchen die Tiere rückwärts immer weiter unter. Die Eier entwickeln sich im nächsten Frühjahr. Die Larven sind danach zuerst träge. Nach sechs bis acht Wochen sind sie ausgewachsen und steigen aus dem Wasser.

## Sonstiges
Imagines der Gemeinen Binsenjungfer können sich bis zu einer halben Stunde unter Wasser aufhalten. Die Larven können bei Gefahr ihre Kiemenblättchen an Sollbruchstellen abwerfen (Autotomie), diese regenerieren sich mit den nächsten Häutungen.
Wegen erkennbar rückläufiger Bestände wurde Lestes sponsa 2016 von der Gesellschaft deutschsprachiger Odonatologen und dem BUND in Deutschland zur Libelle des Jahres gekürt.